# Újezd u Svatého Kříže
Újezd u Svatého Kříže là một làng thuộc huyện Rokycany, vùng Plzeňský, Cộng hòa Séc.